# Sterechinus bernasconiae
Sterechinus bernasconiae is een zee-egel uit de familie Echinidae.
De wetenschappelijke naam van de soort werd in 1975 gepubliceerd door Alberto P. Larrain.